# Psilinae
Sous-famille
Les Psilinae sont une sous-famille d'insectes diptères muscomorphes du sous-ordre des brachycères (les Brachycera sont des mouches aux antennes courtes).

## Liste des genres
Selon ITIS (28 mai 2011) :
- genre Loxocera
- genre Psila

Selon NCBI (28 mai 2011) :
- genre Chamaepsila
- genre Loxocera